# CLDN20
CLDN20 (англ. Claudin 20) – білок, який кодується однойменним геном, розташованим у людей на короткому плечі 6-ї хромосоми. Довжина поліпептидного ланцюга білка становить 219 амінокислот, а молекулярна маса — 23 515.
| 10         |  | 20         |  | 30         |  | 40         |  | 50         |
| ---------- |  | ---------- |  | ---------- |  | ---------- |  | ---------- |
| MASAGLQLLA |  | FILALSGVSG |  | VLTATLLPNW |  | KVNVDVDSNI |  | ITAIVQLHGL |
| WMDCTWYSTG |  | MFSCALKHSI |  | LSLPIHVQAA |  | RATMVLACVL |  | SALGICTSTV |
| GMKCTRLGGD |  | RETKSHASFA |  | GGVCFMSAGI |  | SSLISTVWYT |  | KEIIANFLDL |
| TVPESNKHEP |  | GGAIYIGFIS |  | AMLLFISGMI |  | FCTSCIKRNP |  | EARLDPPTQQ |
| PISNTQLENN |  | STHNLKDYV  |  |            |  |            |  |            |

A: Аланін

C: Цистеїн

D: Аспарагінова кислота

E: Глутамінова кислота

F: Фенілаланін

G: Гліцин

H: Гістидин

I: Ізолейцин

K: Лізин

L: Лейцин

M: Метіонін

N: Аспарагін

P: Пролін

Q: Глутамін

R: Аргінін

S: Серин

T: Треонін

V: Валін

W: Триптофан

Локалізований у клітинній мембрані, мембрані, клітинних контактах, щільних контактах.